# Liste der Monuments historiques in Mérignies
Die Liste der Monuments historiques in Mérignies führt die Monuments historiques in der französischen Gemeinde Mérignies auf.

## Liste der Bauwerke
| Bezeichnung       | Beschreibung | Standort                                                                   | Kennzeichnung | Schutzstatus | Datum | Bild |
| ----------------- | ------------ | -------------------------------------------------------------------------- | ------------- | ------------ | ----- | ---- |
| Schloss Rupilly   |              | La Croisette (Lage)                                                        | PA00107753    | Inscrit      | 1982  |      |
| Schloss Assignies |              | 17, avenue du Château, auch auf dem Gebiet der Gemeinde Tourmignies (Lage) | PA59000179    | Inscrit      | 2012  |      |

## Liste der Objekte
| Bezeichnung               | Beschreibung                     | Standort               | Kennzeichnung | Schutzstatus | Datum | Bild |
| ------------------------- | -------------------------------- | ---------------------- | ------------- | ------------ | ----- | ---- |
| Skulptur Madonna mit Kind | Holz, vergoldet, 18. Jahrhundert | in der Kirche St-Amand | PM59008256    | Inscrit      | 1973  |      |